# El Chilli
El Chilli, egentligen David Ebert Joen Benediktusson Weidmo, född 3 mars 2000 i Älvsborgs församling i Göteborg, är en svensk youtuber och influerare från Göteborg. Hans Youtube-kanal har blivit nominerad till Guldtuben två gånger (förlorat båda).

## 2012–2016
Den trettionde maj 2012 skapade Joen youtubekanalen El Chilli. Den första videon lades upp den nionde december samma år. Hans första stora videon kom när han släppte serien Joen gör allt där tittarna skickade utmaningar till honom. Serien gick från 2014 till 2016 och fick mycket bra respons. Han gjorde även spelvideos där han spelade GTA V. Joen var en av de första i Sverige att spela det på video och serien fick bra respons med videor upp till 700 tusen visningar. 2016 började han med en serie vid namn Gissa Youtuber där han och Mattias (Mattesmush) tar fram inzoomade bilder på svenska youtube-kändisar och gissar vilka de är. Serien blev mycket omtyckt av tittarna.

## 2017–2020
Gissa Youtuber blev nominerad till Guldtuben år 2017 till Årets serie och Årets collab. Efter detta gjorde Joen mest Try not to Laugh- videos och även reaktionsvideos. År 2020 reagerade han på när han var med i Joakim Lundells serie Splash. Han gjorde det i tre avsnitt. El Chilli har även spelat spel som Minecraft och Among us.